# Бреал су Монфор
Бреал су Монфор (фр. Bréal-sous-Montfort) насеље је и општина у северозападној Француској у региону Бретања, у департману Ил и Вилен која припада префектури Рен.
По подацима из 2011. године у општини је живело 5136 становника, а густина насељености је износила 151,86 становника/km². Општина се простире на површини од 33,82 km². Налази се на средњој надморској висини од 50 метара (максималној 82 m, а минималној 19 m).

## Демографија
| 1962. | 1968. | 1975. | 1982. | 1990. | 1999. | 2011. |
| ----- | ----- | ----- | ----- | ----- | ----- | ----- |
| 1.616 | 1.771 | 2.518 | 3.117 | 3.399 | 3.825 | 5.136 |

График промене броја становника у току последњих година